# Jordánia világörökségi helyszínei
Jordánia területéről eddig hét helyszín került fel a világörökségi listára, tizennégy helyszín a javaslati listán várakozik a felvételre.
| | Petra |
| 1985 |       |
| Kulturális (I)(II)(IV) |       |
| Védett terület: 26 171 ha, hivatkozás: 326 |       |
| Petrát, a világ egyik leglátványosabb régészeti lelőhelyét a nabateusok alapították feltehetően az i. e. 6. században. A félig épített, félig a sziklákba vájt városra az ősi keleti hagyományok és a görög építészet stílusjegyeinek keveredése jellemző. A terület fontos szerepet játszott az Arábia, Egyiptom és Fönícia közötti kereskedelemben. I. sz. 106-ban a Római Birodalom része lett, a 4. században püspöki székhely volt, a 7. században arab uralom alá került, majd a 12. században a keresztesek építettek erődöt a területén. Ezután hamar a helyi törzsek telepedtek meg benne és egészen a 19. századig ismeretlen volt a külvilág számára. Petra legjelentősebb emlékei a sziklában vájt síremlékek, mozgalmas homlokzatokkal, párkányokkal, oromzatokkal. Ezzel éles ellentétben áll a mögöttük kialakított sírkamrák egyszerűsége, amelyek négyszög alaprajzú díszítetlen termek. Petra leghíresebb síremléke a „Kincsesház”, vagy más néven a „Fáraó Kincsesháza” a város bejáratánál és a település másik felében kialakított „Kolostor”. Figyelemre méltó még a Korinthoszi-sír, a Selyem-sír, az Urna-sír, színház valamint a városba vezető szurdok előtt elhelyezkedő Obeliszkes síremlék. |       |

| | Kuszr Amra (Quseir Amra) |
| 1985 |                          |
| Kulturális (I)(III)(IV) |                          |
| Védett terület: 0,04 ha, hivatkozás: 327 |                          |
| A Jordánia fővárosától, Ammantól mintegy 100 kilométerre fekvő Kuszr Amra, az iszlám világ egyik legkorábbi építménye egyike az Omajjád dinasztia uralkodása alatt épült sivatagi palotáknak. A 8. század elején emelt, jó állapotban megmaradt épület feltételezhetően I. al-Valíd kalifa uralkodása alatt épült, de egyes kutatók II. al-Valid idejére datálják. A kisméretű palota háromhajós fogadócsarnokkal és török stílusú fürdővel rendelkezik, rezidenciaként és egyben helyőrséggel ellátott erődként funkcionált. Az építmény legfőbb jellegzetessége a fogadóterem különleges szerkezete és a nagy kiterjedésű fürdő, amely három helyiségével a római fürdőkre emlékeztet. A kívülről egyszerű épület belsejét gazdagon díszítették, a falakat freskókkal borították. Falfestményei olyan korai időszakból származnak, amikor az iszlám még nem tiltotta az élőlények ábrázolását. A jelenetek történelmi témákat, mitológiai alakokat (például Dionüszosz, Erósz), a történetírás múzsáit, vadászjeleneteket ábrázolnak, valamint azt a hat uralkodót, akiket az omajjád uralkodó legyőzött. A padlót bizánci stílusú mozaikokkal borították. |                          |

| | Umm er-Raszász |
| 2004 |                |
| Kulturális (I)(IV)(VI) |                |
| Védett terület: 90 ha, hivatkozás: 1093 |                |
| Umm er-Raszász egy római katonai tábor volt, amelyik az 5. században várossá fejlődött. Évszázadokkal ezelőtt a terület csapadékosabb volt, ennek bizonyítéka, hogy mezőgazdasági tevékenység nyomait mutatták ki. A Holt-tengertől keletre fekvő régészeti lelőhelynek még csak egy kis részét tárták fel. Maradványai a 3. és a 9. század közé datálhatók, római, bizánci és korai iszlám stílusú emlékeket foglalnak magukba, köztük tizenhat templomot és a római kori tábort. A templomok egy részének mozaikpadlója is fennmaradt, köztük legjelentősebb a Szent István-templom díszítése. A padló egy felirat szerint 756-ban készült, a növényi, valamint az állatmotívumokon kívül a térség „térképe” is szerepel rajta, palesztin, jordániai, és egyiptomi városok ábrázolásával. A városok között szerepel Madaba és Amman is, ez arra utalhat, hogy Jordániának ez a része eredetileg keresztény terület volt, de ekkorra az omajjádok már meghonosították az iszlám vallást a régióban. A lelőhely jellegzetessége még két torony, amelyek a sztilita aszketikus szerzetesekhez köthetők, akik elzárták magukat a világtól és életük egy részét ilyen oszlopok vagy tornyok tetején élték le. |                |

| | Rum vádi |
| 2011 |          |
| Vegyes (III)(V)(VII) |          |
| Védett terület: 74 180 ha, puffer zóna: 59 177 ha, hivatkozás: 1377 |          |
| A világörökséghez egy 74 ezer hektáros, szurdokokkal, sziklákkal, természetes rámpákkal, barlangokkal tagolt sivatagi terület tartozik Jordánia déli részén közel Szaúd-Arábia határához. A térség már 12 ezer éve lakott erről tanúskodnak az eddig 154 régészeti helyszínen feltárt leletek, valamint 25 ezer sziklarajz és felirat. A sziklarajzokat kövekre és sziklák lapos oldalára vésték, a legkorábbiak a neolitikum, a legkésőbbiek a nabateus uralom idejére datálhatók. A rajzokon kívül számos feliratot is nyilvántartásba vettek, a többnyelvű szövegek a térségben lakó írástudók nagy számáról tanúskodik. A sivatagos terület éghajlata nagyjából i. e. 3000-ig csapadékosabb volt, ekkor a területen földműveléssel és állattenyésztéssel foglalkoztak az itt élő népcsoportok. A helyszínen talált sziklarajzok jó állapotban maradtak fenn, az időjárási jelenségek nem okoztak bennük komolyabb károsodást, viszont veszélyt jelenthet rájuk a turisták egyre növekvő száma és a vandalizmus. |          |

| | Jordánon túli Betánia |
| 2015 |                       |
| Kulturális (III)(VI) |                       |
| Védett terület: 294,1 ha, puffer zóna: 957,2 ha, hivatkozás: 1446 |                       |
| Jézus megkeresztelésének pontos helyszíne régóta kutatások tárgya. A hely meghatározását nehezíti, hogy a területet az ókorban többféle néven is ismerték. A helyszínt kora keresztény írók és zarándokok (333-ban egy ismeretlen zarándok Bordeaux-ból, egy Theodosius nevű 530 körül és egy másik zarándok Piacenzából 579-ben) legkorábban a 3. század első felétől hozzák kapcsolatba Jézus megkeresztelésével. Ezen a Jordán folyó keleti oldalán fekvő régészeti lelőhelyen kutatásokat végeztek, majd 2000-ben II. János Pál pápa jordániai utazása során megnyitották a zarándokok és látogatók előtt. A helyszínen egy bazilika, valamint számos, az ókorban a zarándokok részére kialakított épület romjai láthatók. Az ásatások során ezen kívül négy templom, kápolnák, ókeresztény imahelyek, egy bonyolult vízelvezető rendszer és egy bevakolt falú raktárépület maradványait azonosították. A környéken barlangok találhatók, ezek közül az egyikben három apszist alakítottak ki és remetelaknak használták. |                       |

| | asz-Szalt - a tolerancia és városi vendégszeretet helye |
| 2021 |                                                         |
| Kulturális (II)(III) |                                                         |
| Védett terület: 24,68 ha, puffer zóna: 71,12 ha, hivatkozás: 689 |                                                         |
| A Jordánia északnyugati részén Balká kormányzóság területén három egymáshoz közeli hegyre épült asz-Szalt városa fontos kereskedelmi központ volt a keleti sivatag és a nyugat között. Az Oszmán Birodalom utolsó hatvan évében a térség felvirágzását a Szíriából és Libanonból bevándorolt és letelepedett kereskedőknek köszönheti, akik bankügyletekkel, mezőgazdasági és kereskedelmi tevékenységekkel vagyonokat halmoztak fel. Ez a gazdasági fellendülés a régió különböző részeiből szakképzett mesterembereket vonzott a városba, akik teljesen megváltoztatták arculatát és a vidéki kistelepülést virágzó várossá alakították át. Virágkorát az 1860-as évektől 1920-ig élte. Városképére jellemzőek a nagyméretű középületek és családi rezidenciák, amelyeket helyi sárgás mészkőből emeltek. A városközpontban körülbelül hatszázötven történelmi épület található amelyek építészeti stílusára a helyi hagyományok és a szecessziós stílushegyek ötvözése jellemző. A város fejlődése során a muszlim és keresztény lakosok nem különültek el egymástól, békében éltek, ez tükröződött jóléti intézményeiben és vendégházai kialakításában is. |                                                         |

| | Umm el-Jimal |
| 2024 |              |
| Kulturális (III) |              |
| Védett terület: 42,58 ha, puffer zóna: 258,72 ha, hivatkozás: 1721 |              |
| Az ország északi részén fekvő romokban álló helyszín egy korábbi római település helyén épült ki az 5. század körül és körülbelül a 8. században hagyták el lakói. Jellegzetességei bizánci és korai iszlám korszakból származó, a régióra jellemző építészeti stílusban emelt bazalt építményei, ezen kívül néhány római katonai épület amelyeket a későbbi lakosok saját céljaikra alakítottak át. A település egy nagyobb mezőgazdasági térség része volt ahol egy bonyolult víznyerő rendszer segítségével tudtak földet művelni és állatokat tartani. A lelőhelyen feltárt legkorábbi maradványok az i. sz. 1. századra datálhatók amikor a terület a nabateus királyság része volt. A romvárosban számos görög, nabateus, latin, arab felirat került elő. Ezek az értékes dokumentumok lehetővé teszik a település több évszázados történetének részletesebb rekonstrukcióját és rávilágítanak az itt élők vallási meggyőződésében bekövetkezett változásokra is. |              |

## Javasolt helyszínek
| Név                           | Kép | Típus      | Kritérium        | Év   | Hiv. |
| ----------------------------- | --- | ---------- | ---------------- | ---- | ---- |
| Akaba Tengeri Rezervátum      |     | természeti | IX, X            | 2023 |      |
| Jordán bazaltsivatag          |     | kulturális | III, V           | 2019 |      |
| Dana Bioszféra Rezervátum     |     | vegyes     | IV, VII, VIII, X | 2007 |      |
| Azraq                         |     | vegyes     | IV, V, X         | 2007 |      |
| Mudzsib Természeti Rezervátum |     | természeti | VII, VIII        | 2007 |      |
| Dzseras                       |     | kulturális | III, IV          | 2004 |      |
| al-Kasztal                    |     | kulturális | I, III, IV       | 2001 |      |
| Lót szentélye                 |     | kulturális | I, III, IV       | 2001 |      |
| Montréal-Sobak erődje         |     | kulturális | I, III, IV       | 2001 |      |
| Kaszr Bshir                   |     | kulturális | I, III, IV       | 2001 |      |
| Pella                         |     | kulturális | I, III, IV       | 2001 |      |
| Kaszr al-Musatta              |     | kulturális | I, III, IV       | 2001 |      |
| Abila                         |     | kulturális | I, III, IV       | 2001 |      |
| Gadara                        |     | kulturális | I, III, IV       | 2001 |      |